# Орбитальная станция

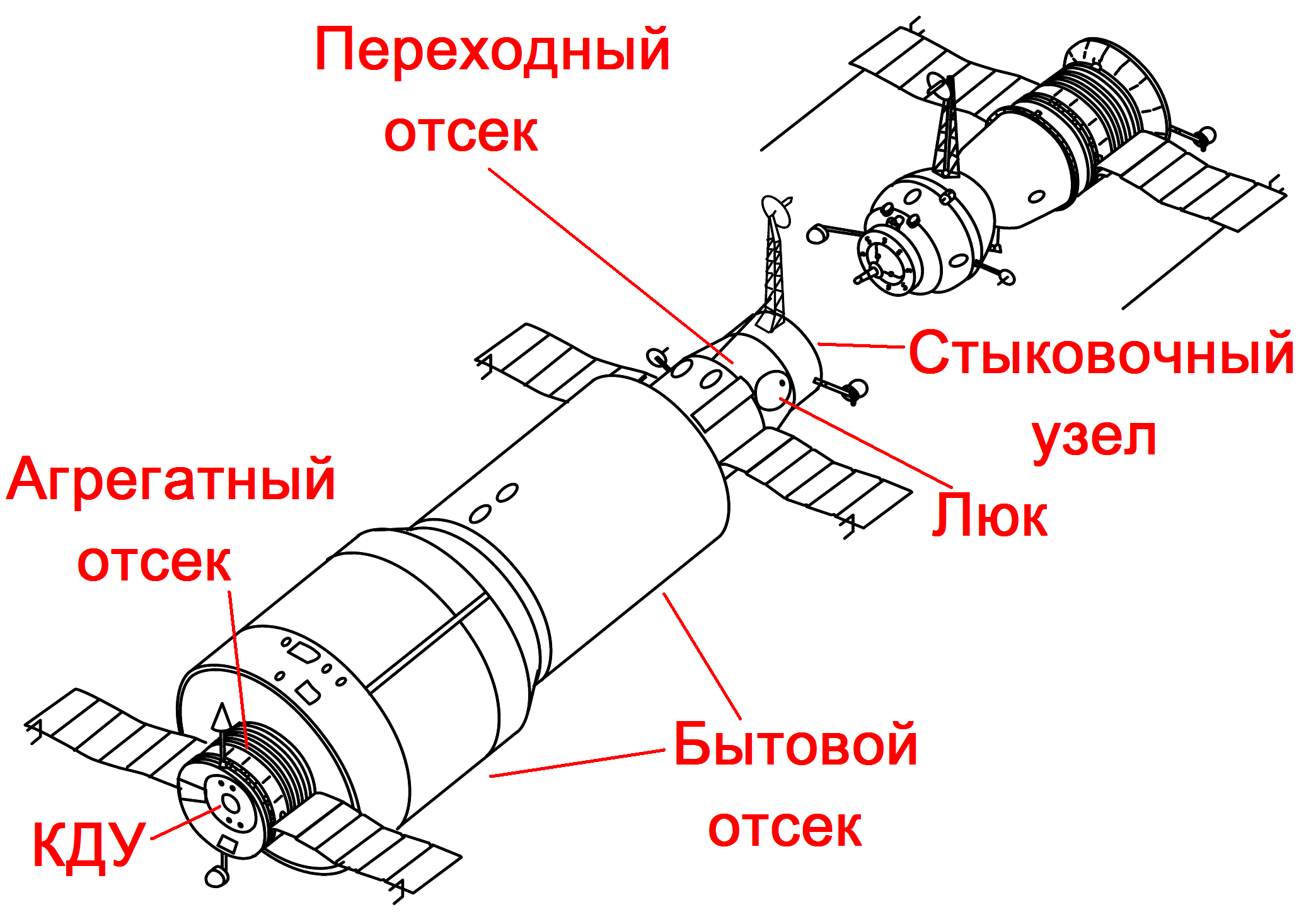
Схематичное изображение орбитальной станции «Салют-1» (слева) и космического корабля «Союз».

Орбитальная станция (ОС) или космическая станция (КС) — космический аппарат, предназначенный для долговременного пребывания людей на околопланетной орбите с целью проведения научных исследований в условиях космического пространства, разведки, наблюдений за поверхностью и атмосферой планеты, астрономических наблюдений и тому подобное.

## История
Первое упоминание о чём-либо, напоминающем космическую станцию, произошло в 1869 году в повести американского писателя Эдварда Эверетта Хейла «Кирпичная луна». Первыми, кто серьёзно и научно обосновал вопрос о космических станциях, были Константин Циолковский и Герман Оберт.
От пилотируемого космического корабля космическая станция отличается наличием экипажа, периодически сменяемого с помощью пилотируемых космических кораблей, доставляющих на ОС сменный экипаж, запасы топлива и материалов для функционирования технических систем станции, средства жизнеобеспечения экипажа, личную корреспонденцию его членов, запасные части для ремонта и модернизации самой станции, блоки оборудования для расширения её функций, материалы для проведения новых исследований и тому подобное. Спускаемый аппарат транспортного корабля доставляет на Землю сменённых членов экипажа и результаты проведённых исследований и наблюдений.
Ввиду высочайшей сложности и затратности создания ОС их разрабатывали пока только СССР/Россия, США, Европейский союз/ESA, Япония и Китайская Народная Республика. При этом первые два государства имели полноценные ОС («Салют»-ДОС, первая в мире в 1971 году, «Алмаз»-ОПС, «Мир» в СССР и «Скайлэб» в США), а Европа и Япония — модули международной ОС (соответственно «Коламбус» и «Кибо»). К началу XXI века все эти, а также другие государства совместно создали и эксплуатируют Международную космическую станцию (МКС). Хотя впервые как модули в ОС «Салют» использовались тяжёлые корабли ТКС, многомодульными ОС являются «Мир» и МКС. Также, Европейский союз и частная американская компания имели ранее ОС-модули, не отделяемые от американского «Спейс шаттла» (соответственно «Спейслэб» и «Спейсхэб»), а СССР создал прототип «Полюс» посещаемой ОС-боевой лазерной орбитальной платформы «Скиф». Китай (КНР) запустил с 2011 года две ОС серии «Тяньгун» и одноимённую многомодульную ОС. Планы по созданию ОС имеют Иран, Индия и частные компании. Россия также планирует создать после МКС собственную национальную орбитальную космическую станцию (Российскую орбитальную станцию, РОС). Есть также планы по созданию окололунной международной ОС Deep Space Gateway.

## Устройство
На ОС имеется комплекс технических систем, обеспечивающих коррекцию орбиты станции, её ориентацию, стабилизацию (гиродины),
стыковку с транспортными кораблями, снабжение электроэнергией (солнечные батареи),
жизнедеятельность и безопасность экипажа, связь с центром управления полётами, и выполнение поставленных задач.
ОС последних поколений («Мир», МКС, «Тяньгун») имеют модульную архитектуру — станция состоит из модулей — секций, доставляемых на орбиту по отдельности, и собираемых в единое целое на орбите. Такая технология позволяет создать станцию с массой, многократно превышающей максимальную полезную нагрузку одной ракеты-носителя, и постепенно наращивать жилое и рабочее пространство станции, расширяя, таким образом, как состав экипажа, так и количество и номенклатуру проводимых на ней работ.

## Список орбитальных станций

### Одномодульные станции
- «Салют-1» (ДОС-1, 1971)
- ДОС-2 (1972) — не вышла на орбиту
- SkyLab (1973—1979)
- «Салют-2» (ОПС-1, 1973) — разгерметизация, также часть проекта «Алмаз»
- «Космос-557» (ДОС-3, 1973) — контроль потерян
- «Салют-3» (ОПС-2, 1974) - часть проекта «Алмаз»
- «Салют-4» (ДОС-4, 1974—1977)
- «Салют-5» (ОПС-3, 1976—1977), часть проекта «Алмаз»
- «Салют-6» (ДОС-5-1, 1977—1982)
- «Салют-7» (ДОС-5-2, 1982—1991)
- «Алмаз-1А» (1991—1992)
- «Тяньгун-1» (2011—2018)
- «Тяньгун-2» (2016—2019)

### Многомодульные станции
- «Мир» («Салют-8», ДОС-6, 1986—2001)
- МКС (с 1998) — совладение 15 государств
- «Тяньгун» (с 2021)

### Планируемые станции
- Gateway (планируется на 2027) — первая ОС на орбите другого небесного тела
- РОС (планируется на 2027) — первая ОС на полярной орбите
- «Орбитальный риф» (частная, планируется на 2025—2030)
- «Haven-1» (частная, запуск планируется на 2026)
- «Аксиом» (частная, планируется после завершения работы МКС)
- «Бхаратия Антарикш» (планируется на декабрь 2028)
- Starlab (Starlab Space Station) — коммерческая орбитальная станция,  разработкой занимается Voyager Space, совместно с Airbus (подключено и Европейское космическое агентство)[3].

## Галерея

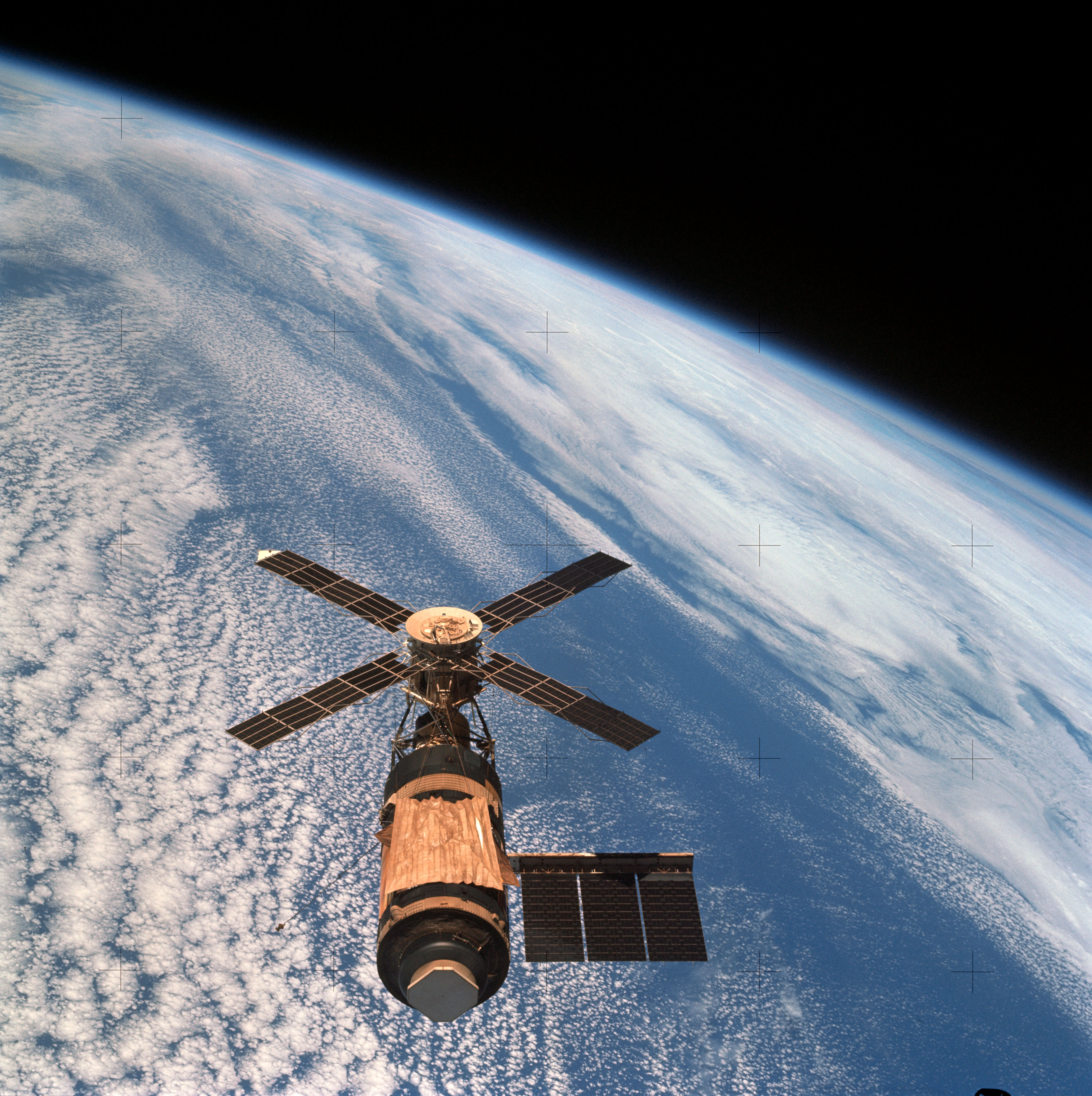
«Скайлэб», 1974 год
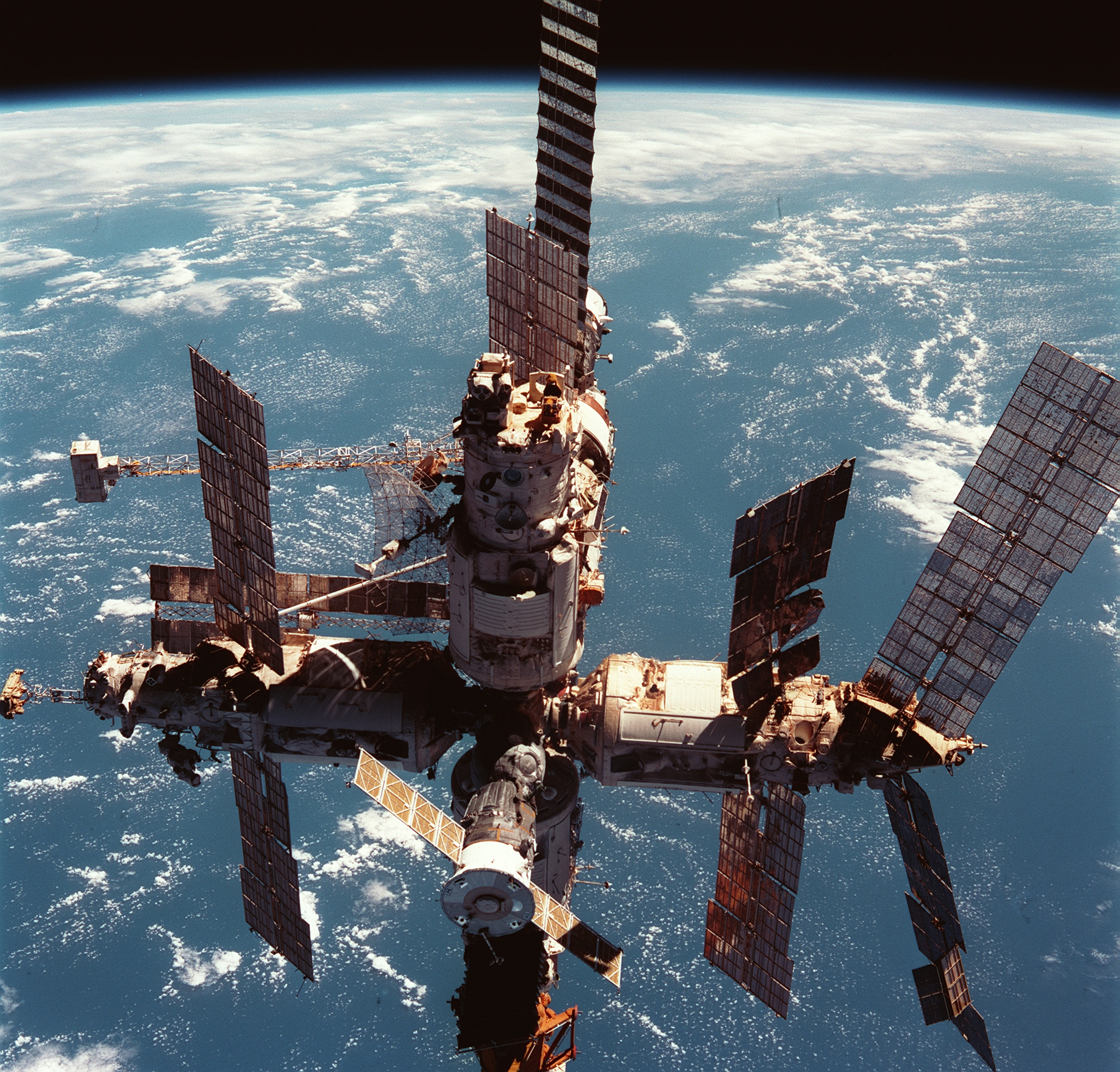
«Мир», июнь 1998 года
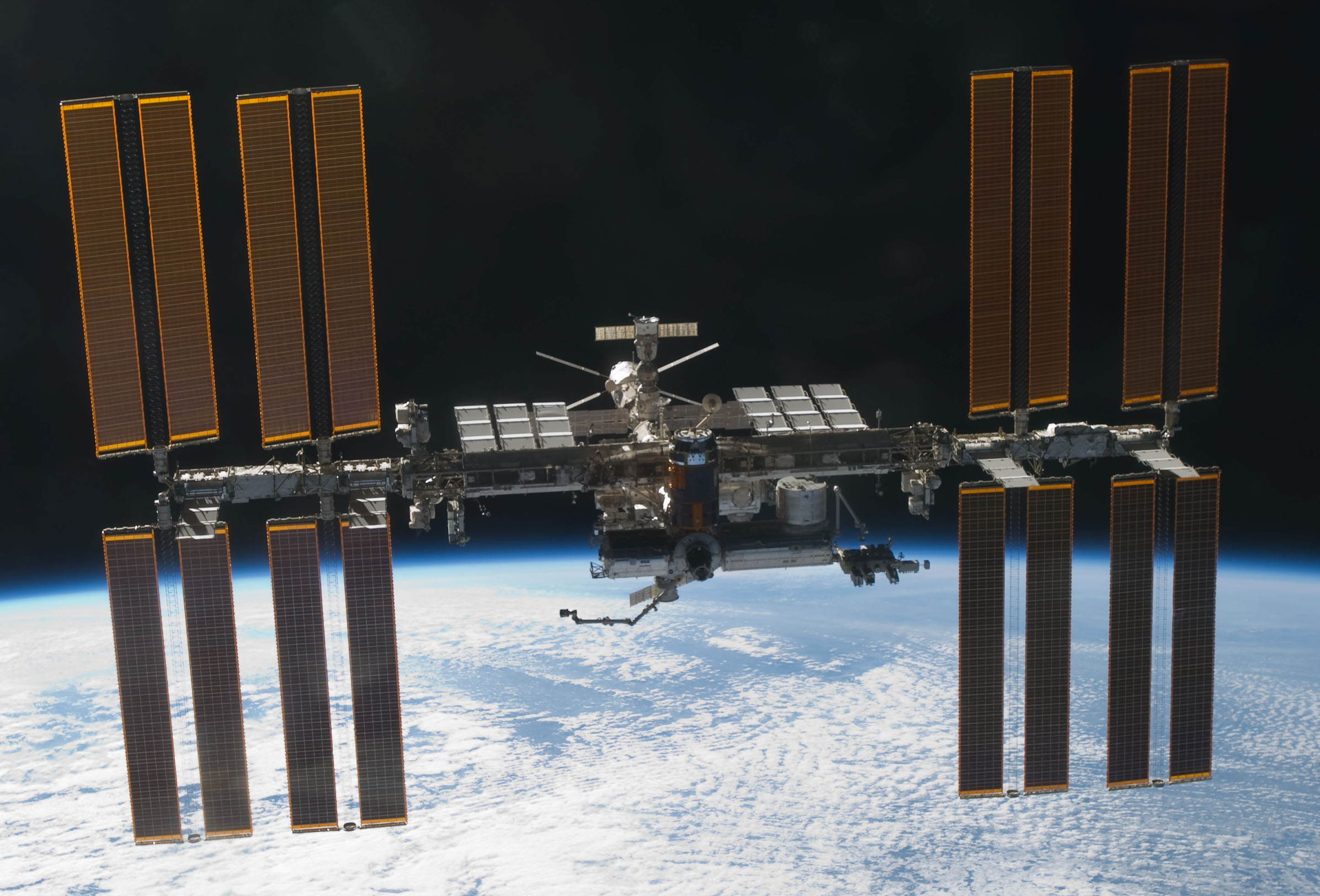
МКС, август 2011 года
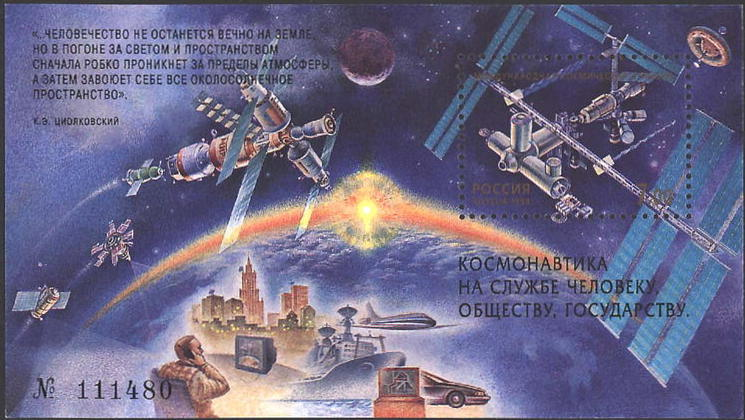
Почтовый блок России 1999 года с изображениями станции «Мир» (слева), проекта МКС (справа, на марке) и предложенного К. Э. Циолковским проекта обитаемой космической станции (в правом верхнем углу)